# Mart Laga
Mart Laga (Tartu, 15 maggio 1936 – 27 novembre 1977) è stato un cestista sovietico.

## Carriera
Con l'Unione Sovietica ha disputato due edizioni dei Campionati europei (1955, 1957).